# Тінь

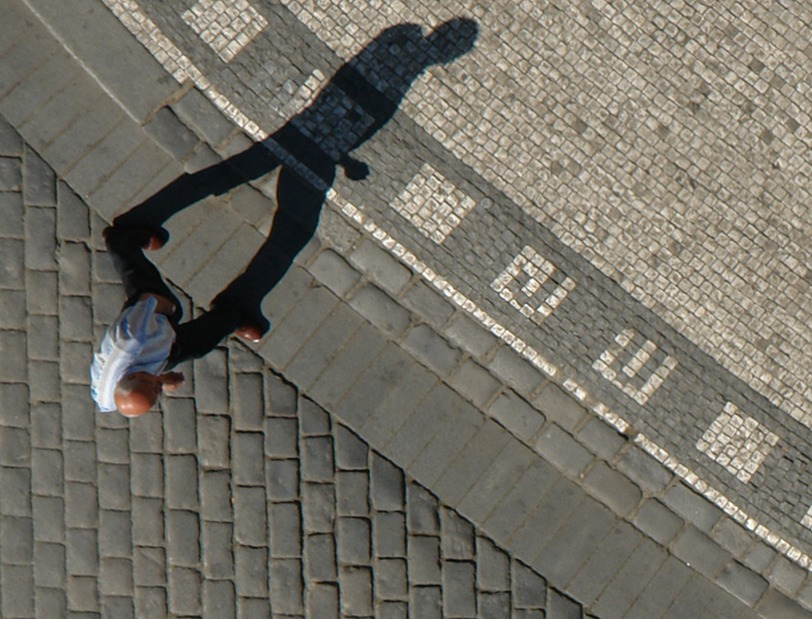
Тінь людини

Тінь, за́тінок, холодо́к — темна область простору, закрита від джерела світла непрозорим об'єктом, проєкція непрозорого об'єкта на освітлену площину.
Тіні зазвичай добре видно при направленому джерелі світла. У випадку розсіяного світла тіні зникають.
Розміри об'єкта, який відкидає тінь, повинні бути набагато більшими за довжину світлової хвилі.
Якщо розміри предмета порівняні з довжиною світла або менші, світло огинає перешкоду завдяки явищу дифракції.
Коли на предмет падає світло від джерела, яке можна вважати точковим, утворюється чітка тінь, а частково освітлену область (площини або простору) називають півтінню.
У випадку, коли розміри джерела не точкові, а порівняні з розмірами предмета, який відкидає тінь, виникають напівтіні.
Тінь також є інструментом мистецтва. В Україні на 2016 рік в жанрі театру тіней працюють, як мінімум 4 колективи — Театр тіней «Див» зі Львова, театр тіней Fireflies з Чернігова, театр тіней «Verba» та Естрадний театр «ШАРЖ» з Києва.